# Parque Nacional El Rey
O Parque Nacional El Rey está localizado na província de Salta, Argentina, 203 km da capital provincial. Foi fundado em 1948 e tem uma área de 40.162 ha. O parque tem como objetivo preservar ambientes transição (ecótonos) e o chaco serrano. 
Possui um clima subtropical com temperaturas médias que variam entre 22 e 25 °C. Precipitações atingiram 2.000 milímetros anuais. Tem densas florestas, matas e prados. Na área da selva há 1500 metros de madeiras de coníferas e de caducifólias como o pinheiro e o amieiro da colina. A fauna nativa é enorme. Também podem ser encontrados os mais pesados mamíferos da América do Sul, como a anta; por sua passagem pode ser visto ainda macacos, coatis, furão, raposas de montanha e alguns gatos selvagens, além de uma infinidade de pássaros de diversas cores e alguns com boas dimensões, por exemplo, o pava.